# Commission internationale pour la protection des eaux du Léman

Logo

Die Commission internationale pour la protection des eaux du Léman, kurz CIPEL (zu deutsch etwa: Internationale Kommission zum Wasserschutz des Genfersees), ist eine französisch-schweizerische Organisation, welche die Entwicklung der Wasserqualität des Genfersees und der Rhone inklusive ihrer Zuflüsse überwacht. Sitz der Organisation ist Nyon im Kanton Waadt in der Schweiz.
Die Organisation wurde 1962 gegründet und besteht bis zum heutigen Tag. Sie empfiehlt Massnahmen gegen Gewässerverschmutzungen, hilft bei der Koordination der Wasserbewirtschaftungspolitik und zeigt der Bevölkerung die Bedeutung des Gewässerschutzes auf.
Ein ständiges Sekretariat befindet sich in Changins bei Nyon, welches alle Arbeiten koordiniert. Die Kosten der Kommission werden zu 75 Prozent von der Schweiz und zu 25 Prozent von Frankreich getragen.